# Аякагытма
Аякагытма (Агытминская котловина) (узб. Oyoqogʻitma botigʻi) — впадина в южной части пустыни Кызылкум к юго-востоку от кряжа Кульджуктау в Узбекистане.
Длина 35 км, ширина 15 км, площадь 600 км². Минимальная абсолютная высота днища 133 м. Борта ровные обрывистые. Дно представляет собой пустынный ландшафт с обширным солончаком. В центре впадины находится солёное озеро размером 15x10 км. Водой озеро пополнялось зимой и весной, но в основном вода попадала с реки Зарафшан.
Жители в Аякагытме занимаются животноводством и рыболовством.
Название с казахского можно перевести как не наступай, так как большая часть котловины непроходима из-за липкой грязи и многокилометровых луж.